# Suluk
Suluk – wieś w Libii, położona ok. 50 kilometrów na południowy wschód od Bengazi.
Podczas libijskich walk narodowowyzwoleńczych w latach 1911–1935 w Suluk mieścił się włoski obóz koncentracyjny, w którym przetrzymywano głównie mężczyzn z plemion ze wschodniej Libii. 16 września 1931 roku w obozie w Suluk wykonano wyrok śmierci przez powieszenie na libijskim przywódcy partyzantów, Umarze al-Muchtarze.